# Strażnica KOP „Gromadziszki”

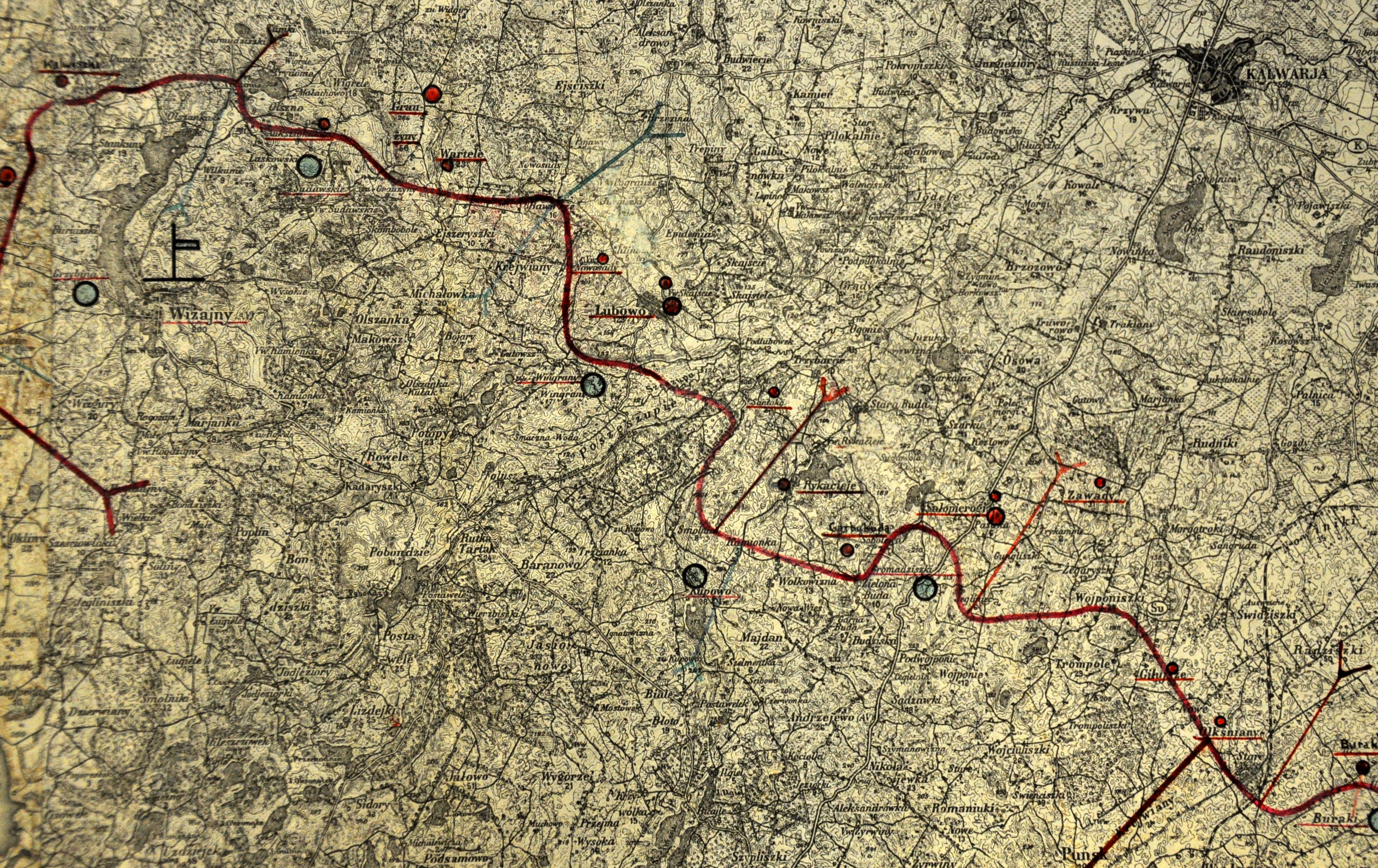
rozmieszczenie strażnic kg KOP „Wiżajny”

Strażnica KOP Gromadziszki – zasadnicza jednostka organizacyjna Korpusu Ochrony Pogranicza pełniąca służbę ochronną na granicy polsko-litewskiej.

## Formowanie i zmiany organizacyjne
W lutym 1926, w składzie 6 Brygady Ochrony Pogranicza, został sformowany 24 batalion graniczny. W 1928 w skład batalionu wchodziło 12 strażnic. W latach 1928 i 1929 w 1 kompanii KOP „Wiżajny” funkcjonowała strażnica KOP „Gromadziszki”. W latach 1932–1939 strażnica znajdowała się w strukturze 4 kompanii KOP „Puńsk”. Strażnica liczyła około 18 żołnierzy i rozmieszczona była przy linii granicznej z zadaniem bezpośredniej ochrony granicy państwowej.
W 1932 obsada strażnicy zakwaterowana była w budynku popolicyjnym. Strażnicę z macierzystą kompanią łączyła droga polna długości 7,5 km.

## Służba graniczna
Podstawową jednostką taktyczną Korpusu Ochrony Pogranicza przeznaczoną do pełnienia służby ochronnej był batalion graniczny. Odcinek batalionu dzielił się na pododcinki kompanii, a te z kolei na pododcinki strażnic, które były „zasadniczymi jednostkami pełniącymi służbę ochronną”, w sile półplutonu. Służba ochronna pełniona była systemem zmiennym, polegającym na stałym patrolowaniu strefy nadgranicznej, wystawianiu posterunków alarmowych, obserwacyjnych i kontrolnych stałych, patrolowaniu i organizowaniu zasadzek w miejscach rozpoznanych jako niebezpieczne, kontrolowaniu dokumentów i zatrzymywaniu osób podejrzanych, a także utrzymywaniu ścisłej łączności między oddziałami i władzami administracyjnymi. Strażnice KOP stanowiły pierwszy rzut ugrupowania kordonowego Korpusu Ochrony Pogranicza.
Strażnica KOP „Gromadziszki” w 1932 ochraniała pododcinek granicy państwowej szerokości 7 kilometrów 140 metrów od słupa granicznego nr 81 do 96, a w 1938 pododcinek szerokości 8 kilometrów 204 metrów od słupa granicznego nr 81 do 96.
Wydarzenia
- W meldunku sytuacyjnym KOP za okres od 11 do 20 listopada 1928 odnotowano: Na strażnicę zgłosił się dezerter armii litewskiej kapral Marenis Antoni z 2 pułku lotniczego z Kowna[10].

Sąsiednie strażnice:
- strażnica KOP „Kupowo” ⇔ strażnica KOP „Buraki” – 1928[2] i 1929[3]
- strażnica KOP „Kupowo” ⇔ strażnica KOP „Krejwiany” – 1932[4], 1934[5] i 1938[6]

## Dowódcy strażnicy
- por. Stanisław Tugocki (był w 1930)[11]